# 戦略の歴史
『戦略の歴史』 (せんりゃくのれきし、A History of Warfare) とは、1993年にイギリスの軍事史家ジョン・キーガンにより執筆された戦争の歴史研究である。
著者のジョン・キーガンはオックスフォード大学で軍事史を専攻し、サンドハースト陸軍士官学校で教官として研究に携わった。湾岸戦争の評価について、イラク軍が撃滅されたにもかかわらず、フセイン政権は敗北したことを認めずに権力を維持したことから、クラウゼヴィッツの理論家が想定してきた西欧型の戦争様式が否定され、戦争の本性についての抽象的な規定が実在するという考えも覆されたとキーガンは考えた。むしろキーガンはクラウゼヴィッツのような戦争理論ではなく、文化的もしくは人類学的な記述に着目して分析を加えている。
本書の構成はクラウゼヴィッツ批判と戦争の人類学的な本質について論じた第1章「人類の歴史と戦争」、兵器として使用されてきた素材に着目した第2章「石」、第3章「肉」、第4章「鉄」、第5章「火」から成り立っている。その間に付論として戦争の制約、要塞、軍団、兵站と補給についても論じている。キーガンのクラウゼヴィッツ批判は戦争が政治的なものである以前に文化的なものであるという立場に立脚して展開されている。クラウゼヴィッツが生きた時代は18世紀の啓蒙主義の思想を背景とし、絶対主義の国家と近代化された軍隊が成立した時代であった。政治の延長としての戦争という思想はこのような時代を反映したものであり、戦争をより幅広い時代から観察するならば文化としての戦争という在り方が妥当であると考えられる。その根拠としてキーガンはロシアのコサックや日本の武士の戦争に見られる事例を検討している。それぞれの文化圏には固有の戦争の形態が存在しているために、戦争は政治だけでなく文化的行為という複合的な社会現象の中で位置づけることで判断できるとキーガンは論じる。
このようなキーガンの戦争史の解釈は『戦争と人間の歴史』という著作でも展開されており、一連のクラウゼヴィッツ批判を通じて戦争がさまざまな程度において示す暴力性は文化的要素によって決定されるという従来の軍事史の考え方とは異なる考え方を提示している。

## 日本語訳
- ジョン・キーガン『戦略の歴史　抹殺・征服技術の変遷』

遠藤利国訳（心交社、1997年／中公文庫（上下）、2015年）
以下は単著での続編
- 『戦争と人間の歴史　人間はなぜ戦争をするのか？』 井上尭裕訳（刀水書房、2000年）
- 『戦場の素顔』 高橋均訳（中央公論新社、2018年）
- 『情報と戦争』 並木均訳（中央公論新社、2018年）